# Стенька Разин (фильм, 1914)
«Сте́нька Ра́зин» — русский немой художественный фильм в жанре драмы. Спродюсирован и снят режиссёром Григорием Либкеном в Российской империи (Ярославль) в 1914 году. Фильм представляет собой вольную интерпретацию песни Дмитрия Садовникова «Из-за острова на стрежень». «Оживают легенды и песни народные о грозном атамане и его удальцах, о его грозной славе, могучей силе, великой любви и страшной смерти». Оператор — Брицци (иногда называют ещё Циммермана).

## История
3 (16) марта 1914 года «Кине-журнал» сообщил: «Под руководством талантливого режиссёра Аркатова контора „Г. И. Либкен“ приступает в скором времени в Ярославле к постановке грандиозной картины „Стенька Разин“». Однако Аркатов далее фильмом не занимался. Фильм снимался с апреля по август 1914 года в окрестностях города Ярославля на речке (протоке, затоне) Заостровке, на левом берегу Волги, выше слободы Тверицы, в полутора верстах и около 100 сажен выше железнодорожного моста (за Верхним островом), при участии огромной массовки — до тысячи ярославцев. Специально были выстроены струги и челны. Костюмы шились на костюмерной фабрике Зимина.
Премьера фильма состоялась 5 декабря 1914 года в Ярославле. Был подготовлен небывалый до тех пор в России сопроводительный рекламный материал: художественные многокрасочные плакаты, афиши, иллюстрированные брошюры-либретто, большие фототипии, открытки и т. п.
Фильм сохранился не полностью, без надписей.
В 1916 году кинофабрика Либкена анонсировала премьеру «выдающегося боевика сезона» — второй серии приключений разбойника Степана Удалого, назвавшегося «Стенькой Разиным» (режиссёр Сигизмунд Веселовский). Но этот фильм, очевидно, снят не был.

## Сюжет
Пролог: завет ведуньи. Сарынь на кичку! — 1 часть. Лихой набег на Персию — 2 часть. Боевая добыча Разина — персидская царевна — 3 часть. Грозный дар атамана Волге — 4 часть. Великий бой — великое поражение — 5 часть. Тайна жигулёвского утёса — 6 часть. Прости, народ православный — 7 часть.
```
Сидя на утёсе Жигулёвском, любимом пристанище орлов, думает Степан могучие думы. Решает он наконец свои силы попробовать и сходит с утёса. Его встречает живущая подле утёса ведунья Алёна и, введя в свою пещеру, даёт ему великий завет: «Берегись женщины! В ней погибель твоя и всему делу твоему». С этим заветом в душе приходит Степан в свой дом и зовёт младшего брата Фрола с собою. Жена Степана, казачка Настя, бросается перед ним на колени, умоляя не оставлять её. Но Степан отталкивает её. «Не жена ты мне больше, — говорит он. — Жена мне теперь Волга-матушка и вся Русь Крещёная!» Ходил, гулял Степанушка во хмельной кабак; он думал крепку думушку с голытьбою. «Довольно вам вино пить и разум пропивать, надо нам свои силы попробовать!» — говорил он. Собрав большую ватагу, Степан некоторое время остаётся на Волге. Здесь его удальцы грабят караваны баржей; но не желая, чтобы грабили русские суда, атаман приказал ехать в Персию, и помчались струги его к персидским берегам. Там хитростью взяли и разграбили богатый город Форабат. Раненый форабатский старшина прибегает во дворец шаха персидского, когда там, во время блестящего пира, шли дивные пляски, с вестью о нападении. Разгневанный шах приказывает позвать своего воеводу Менеды-хана и отдаёт ему приказ наказать дерзких иноземцев. Менеды-хан собирает грозные силы и идёт в поход. Берёт он с собою дочь свою красавицу Фатиму и сына Шабалду. Стенька Разин с товарищами жил на острове подле персидских берегов. Там и происходит жестокий бой. Победив персов на суше, удальцы бросаются в погоню за персидскими фрегатами. Сцепившись с главным фрегатом, Стенька убивает Менеды-хана и ранит Шабалду. В это время из шатра выбегает Фатима и грудью заслоняет брата. Поражённый её красотою, Степан роняет саблю и, схватив на руки красавицу, уносит её из боя. Положив её в шатре своём, он снова бросается в битву. Персы были окончательно разбиты. Наступает ночь. Не спит бедная пленница Фатима, не спит и грозный атаман. Манит его соблазн красавицы, но вспоминает он слова ведуньи — «берегись женщины». Не в силах победить свою страсть, идёт атаман к шатру княжны, поражена она его приходом, но силою своей страсти атаман возбуждает в ней ответное чувство, и Фатима отдаётся могучим ласкам атамана. Утром собираются удальцы на совет. «Не пора ли нам со синя моря на матушку на Волгу, на быстру реку?»… Посылают удальцы за атаманом есаула Семёна Алатырца. Семён, увидев княжну, поразился её красотою, и западает ему в сердце любовь к княжне. Но он таит её в себе. По приказу атамана, решившего оставить разбои, возвращаются струги на Волгу. Воеводы астраханские шлют Разину грамоту из Москвы, в которой обещается атаману Степану Разину милость и прощение, буде они покорятся и станут жить мирно… атаман соглашается на это и едет к воеводам в Астрахань. Принеся им богатые дары, он приглашает их к себе на струг пировать. В отсутствие Разина оставшийся на струге Семён Алтырец под влиянием неудержной страсти убивает казака, стоявшего на страже у шатра княжны, и врывается к ней в шатёр. Но не успевает овладеть ею, как возвращается атаман. С горечью убеждается атаман у трупа убитого товарища, что действительно гибель несёт красота женщины всему делу его. Взволнованный этой мыслью, он прощает Семёна, а ночью, войдя к Фатиме, открывает ей данный ему завет ведуньи, указывая, что он начинает сбываться. «Мой повелитель, для тебя я готова умереть!» — восклицает княжна. «Завтра на пире всё решится», — отвечает атаман. Во время пира, после дивной пляски царевны, под влиянием вина один из казаков кричит атаману: «Степан! Приходит конец казацкой воле, коли бабам власть давать». Поднимается со своего места атаман и берёт на руки княжну. «Волга-матушка! — произносит он. — Много ты дала мне серебра и золота, и всякого добра, а я ещё ничем тебя не отблагодарил. Прими же великий дар мой!» И он бросает княжну в волны. Тогда Семён Алатырец бросается вслед за ней. Он вытаскивает её тело на берег и, убедившись, что она мертва, клянётся отомстить атаману. А Стенька Разин решает снова двинуться в поход. Но под городом Симбирском остановился он на долгую осаду. Под Симбирском разыскала его жена Настя. Но он снова отталкивает её. Настя узнаёт о любви Разина к княжне и, грозя атаману, убегает. На помощь Симбирску приходят стрельцы. В жестокой битве атаман сталкивается с Семёном Алатырцем, перешедшим на сторону стрельцов. При виде соратника вспомнил Разин княжну и замерла сабля в его руке. Этим мгновением воспользовался Семён и ранил Разина. На помощь атаману подоспел Фрол и ударом кинжала убивает Семёна. Созывает товарищей, и уносят они атамана из боя. Тайком перевозят они Степана в его дом. Ведунья Алёна, почуяв беду с атаманом, приходит ему на помощь. Она даёт лекарства атаману и, укрепив его силы, уводит в свою пещеру. Отвергнутая Настя, проследив, куда скрылся Степан, выдаёт домовитым казакам местопребывание атамана, и они захватывают Степана в плен, а ведунью Алёну сжигают. По пути в Москву Разина пытаются отбить его товарищи, но напрасно. Они разбиты, а Фрол тоже попадает в плен. Вместе со Степаном его привозят в Москву. В последнюю ночь перед казнью чудится Степану светлое видение княжны, будто они снова вместе. Но это лишь сон. Казнь неизбежна. «Прости, народ православный!» — произнёс атаман, взойдя на помост, и положил голову на плаху. И упала с плеч широких удалая голова! Так кончилась грозная жизнь атамана…
[
3
]
```

## Отзывы
Ярославская газета «Голос» информировала о премьере фильма: «В „Художественном“ электротеатре за последние дни шла картина „Стенька Разин“, драма Г. И. Либкена. Пьеса привлекла внимание ярославской публики благодаря широкой рекламе, которой сопровождалась её постановка. Сама драма слишком растянутая, местами смотрится не без интереса, но местами изрядно скучна. „Подлинные исторические места“ в картине оказались хорошо знакомыми ярославцам окрестностями Ярославля: Верхний остров, лагери, деревня Зманово и т. п.».
«Демонстрирующаяся в настоящее время в лучших театрах Москвы картина „Стенька Разин“ отличается стильностью и правдивостью в передаче эпохи. Народный герой Стенька Разин передан в ленте во всей полноте. Успех, который она имеет в театрах, вполне ею заслужен».
«На протяжении 7 частей картина пестрит надписями вроде „да здравствует Русь православная“ или „ты прости-прощай, народ крещёный“. Содержание же её воспроизводит лишь наиболее поверхностное, малозначащее в деятельности Разина. Тут и княжна, и любовь, и ведьма-вещунья, и танцы, и разбойное нападение на персов… Главный герой картины изображён оперным бандитом, с красивой бородой, а шедшая за ним беднота — ватагой разбойников».

## Роли
Роли играли как актёры-любители, так и профессиональные артисты.
- В. Поливанов — Стенька Разин
- Ольга Оболенская — Настя, жена Степана
- Анна Пасхалова — Фатьма, персидская царевна
- Григорий Либкен — Менеда-хан, отец персидской княжны